# Leptophobia gonzaga
Leptophobia gonzaga är en fjärilsart som beskrevs av Hans Fruhstorfer 1908. Leptophobia gonzaga ingår i släktet Leptophobia och familjen vitfjärilar. Inga underarter finns listade i Catalogue of Life.